# Stazione di Avila
La stazione di Avila (in spagnolo Estación de Ávila) è la principale stazione ferroviaria di Avila, Spagna.
Si trova sulla linea ferroviaria che collega Madrid con Irun e Hendaye oltre che essere capolinea di un tracciato di 111 km che la congiunge alla stazione di Salamanca.